# Namea cucurbita
Namea cucurbita là một loài nhện trong họ Nemesiidae.
Namea cucurbita được miêu tả năm 1984 bởi Raven.